# Антибісектриса
Антибісектриса кута трикутника (від лат. anti, bi- «подвійне» і sectio «розрізання») — певний промінь з початком у вершині кута, що ділить кут на два кути.
Антибісектриса внутрішнього кута — геометричне місце точок всередині кута, відстані яких до двох сторін кута обернено пропорційні квадратам цих сторін.
У трикутнику під антибісектрисою кута може також розумітися відрізок антибісектриси цього кута до її перетину з протилежною стороною.

## Зауваження
Як і бісектриси, антібісектриси можна провести не тільки до внутрішніх, але й до зовнішніх кутів трикутника. При цьому зберігається властивість їх взаємної ізотомічності або ізотомічної спряженості.

## Історія
Антібісектриси трикутника вперше ввів Óкан (D'Ocagne).

## Властивості
- Теорема про антибісектрису. Антибісектриса внутрішнього кута трикутника ділить протилежну сторону у відношенні, обернено пропорційному до довжин двох прилеглих сторін.
- Антибісектриса внутрішнього кута трикутника ділить протилежну сторону ізотомічно відносно бісектриси того ж кута.
- Дві чевіани (прямі) трикутника, проведені з однієї вершини, основи яких рівновіддалені від середини сторони, яку вони перетинають, називають ізотомічно спряженими або ізотомічними. Бісектриса і антибісектриса одного внутрішнього кута трикутника ізотомічно пов'язані між собою.
- Антибісектриси внутрішніх кутів трикутника перетинаються в одній точці — центрі антибісектрис .
- Відрізки сторін трикутника, що лежать між прямими, проведеними через центр антибісектрис паралельно до сторін, рівні між собою.
- Антибісектриса трикутника проходить через основу бісектриси додаткового трикутника .